# Natalja Zasoelskaja
Natalja Borisovna Zasoelskaja (Russisch: Наталья Борисовна Засульская) (Kaunas, 28 mei 1969) is een voormalig basketbalspeelster die uitkwam voor het nationale basketbalteam van de Sovjet-Unie en het Gezamenlijk team en voor Rusland. Ze kreeg de onderscheidingen Meester in de sport van de Sovjet-Unie in 1992.

## Carrière
Zasoelskaja begon haar carrière bij Elektrosila Leningrad in 1985. Met Elektrosila werd ze landskampioen van de Sovjet-Unie in 1990. In 1991 vertrok ze naar Dorna Godella Valencia uit Spanje. Met Godella werd Zasoelskaja vijf keer landskampioen van Spanje in 1992, 1993, 1994, 1995 en 1996. Ook won Zasoelskaja twee keer de EuroLeague Women in 1992 en 1993. In 1996 werd het gehele eerste team van Dorna Godella overgenomen en ondergebracht bij Pool Getafe in Spanje. Met Pool werd Zasoelskaja twee keer landskampioen van Spanje in 1997 en 1998. In 1998 ging ze naar Dinamo Moskou in Rusland. Met Dinamo werd ze vier keer landskampioen van Rusland in 1998, 1999, 2000 en 2001. In 2004 stopte ze met basketballen.
Met het nationale team van de Sovjet-Unie won Zasoelskaja brons op de Olympische Spelen in 1988. Ook won ze drie gouden medailles op de Europese Kampioenschappen in 1987, 1989 en 1991. In 1992 speelde Zasoelskaja voor het Gezamenlijk team op de Olympische Spelen in 1992. Ze won de gouden medaille. Na die Olympische Spelen koos ze ervoor om te uit te komen voor het nationale team van Rusland. Met Rusland won Zasoelskaja een zilveren medaille op het Wereldkampioenschap in 1998. In 1999 won Zasoelskaja brons op de Europese Kampioenschappen met Rusland.
Zasoelskaja kreeg een plaats in de FIBA Hall of Fame in 2010.

## Erelijst
- Landskampioen Sovjet-Unie: 1
  - Winnaar: 1990
  - Tweede: 1987
  - Derde: 1988
- Landskampioen Rusland: 4
  - Winnaar: 1998, 1999, 2000, 2001
  - Derde: 2002
- Landskampioen Spanje: 7
- Winnaar: 1992, 1993, 1994, 1995, 1996, 1997, 1998
- Bekerwinnaar Spanje: 5
  - Winnaar: 1992, 1994, 1995, 1997, 1998
- EuroLeague Women: 2
  - Winnaar: 1992, 1993
  - Runner-up: 1994, 1995, 1998
- Olympische Spelen: 1
  - Goud: 1992
  - Brons: 1988
- Wereldkampioenschap:
  - Zilver: 1998
- Europees Kampioenschap: 3
  - Goud: 1987, 1989, 1991
  - Brons: 1999
- Goodwill Games:
  - Zilver: 1990